# Fuck It Up
«Fuck It Up» (с англ. — «Отжигаем») — песня, записанная австралийской хип-хоп исполнительницей Игги Азалией при участии Кэш Долл. Она была выпущена 19 июля 2019 года в качестве третьего сингла с её второго студийного альбома In My Defense посредством собственного лейбла Азалии Bad Dreams Records при поддержке Empire Distribution.

## Предыстория и релиз
После ухода из лейбла Island, на котором Азалия в 2018 году выпустила единственный мини-альбом Survive the Summer, исполнительница в тандеме с продюсером J. White Did It начала работу над своим вторым студийным альбомом, получившим название In My Defense. Она особо подчеркнула, что создаёт будущий альбом для своих поклонников и очень хочет, чтобы он понравился им, поскольку по её словам, «критики буквально никогда не встречали мои альбомы положительными отзывами». Азалия выложила отрывок этой песни в начале 2019 года во время работы над альбомом. Некоторые поклонники сразу отметили, что начало песни напомнило им другой сингл Азалии «Fancy», который был одним из главных хитов 2014 года в мире. Режиссёром видеоклипа на песню выступил Колин Тилли, с которым Игги уже ранее сотрудничала в 2018 году, съёмки прошли в июле 2019 года. В день выхода альбома, «Fuck It Up» был объявлен третьим синглом, и после неутешительных продаж по сравнению с предыдущими синглами «Sally Walker» и «Started», Азалия объявила, что трек станет последним релизом с пластинки. Сразу после выпуска этой композиции Игги начала работу над своим следующим мини-альбомом Wicked Lips.

## Видеоклип
Видеоклип на песню был снят 11 июля 2019 года и загружен на официальный канал Азалии на YouTube 19 июля 2019 года, в день выхода альбома In My Defense. По состоянию на апрель 2024 года, музыкальное видео набрало более 46 миллионов просмотров. Видео было вдохновлено комедийным фильмом 1997 года «Роми и Мишель на встрече выпускников». Клип начинается с того, что Азалия работает администратором в отеле и встречает свою знакомую из средней школы от которой узнаёт, что воссоединение всех выпускников их класса вот-вот состоится, но она и её лучшая подруга Кэш Долл не были приглашены. В оставшейся части видео две девушки проводят время в спальне, ресторане, и катаются на кабриолете, прежде чем наконец посетить саму вечеринку, где они вместе становятся звёздами вечера и выигрывают награду. Интернет-знаменитость Никита Драгун появляется в видео с эпизодической ролью.

## Чарты
| Чарт (2019)           | Высшая позиция |
| --------------------- | -------------- |
| Новая Зеландия (RMNZ) | 40             |

## История релиза
| Регион | Дата         | Формат                     | Лейбл             | Прим. |
| ------ | ------------ | -------------------------- | ----------------- | ----- |
| Мир    | 19 июля 2019 | Цифровая загрузка стриминг | Bad Dreams Empire | [ 9 ] |